# Nikola Đuričko
Nikola Ðuričko (en serbio: Никола Ђуричко; nacido el 9 de julio de 1974) es un actor serbio.
Activo en cine, televisión y teatro, su primer papel destacado fue en 1989, en la película Poslednji krug u Monci .
En 1991, interpretó a Djura en la obra Dawn in East de Gordan Mihić.
Ha recibido el Premio Zoran Radmilović (2011), el Premio Miloš Žutić (2015) y el premio al Mejor Actor en el Festival Internacional de Cine FEST (2021).

## Vida personal
Ðuričko nació en Belgrado, República Socialista de Serbia, República Federativa Socialista de Yugoslavia y se graduó de la Escuela de Artes Dramáticas de la Universidad de Artes de Belgrado. Su primer papel destacado fue en 1989, en la película Poslednji krug u Monci.
El 7 de junio de 2004, Ðuričko se casó con una mujer que había conocido a principios de ese año en el set de The Cordon, donde ella trabajaba como asistente de producción y él tenía un papel principal. Juntos tienen una hija y un hijo.
A fines de 2019, se mudó de Serbia a Los Ángeles con su familia.
En 2022 tenía su casa en Los Ángeles.

## Filmografía seleccionada

### Películas
| Año  | Título                             | Título original                                     | Papel                         | Idioma    | Notas                                             |
| ---- | ---------------------------------- | --------------------------------------------------- | ----------------------------- | --------- | ------------------------------------------------- |
| 1998 | Barking at the Stars               | Лајање на звезде Lajanje na zvezde                  | Milić Gavranić - Tupa         | Serbio    |                                                   |
| 2001 | Thunderbirds                       | Муње Munje!                                         | Gojko Sisa                    | Serbio    | También estrenada como Dudes                      |
| 2001 | Boomerang                          | Бумеранг Bumerang                                   | Stampedo                      | Serbio    |                                                   |
| 2001 | Natasha                            | Наташа Nataša                                       | Marko                         | Serbio    |                                                   |
| 2002 | T.T. Syndrome                      | Т.Т. Синдром T.T. Sindrom                           | Sale                          | Serbio    |                                                   |
| 2002 | Frozen Stiff                       | Мртав 'ладан Mrtav 'ladan                           | Limeni                        | Serbio    |                                                   |
| 2003 | Yu                                 | Бумеранг Bumerang                                   |                               | Serbio    |                                                   |
| 2004 | Mirage                             | Илузија (Iluzija)                                   | Paris                         | Macedonio |                                                   |
| 2004 | Diši duboko                        | Диши дубоко                                         | Bojan                         | Serbio    |                                                   |
| 2004 | When I Grow Up, I'll Be a Kangaroo | Кад порастем бићу Кенгур Kad porastem biću Kengur   | Kengur                        | Serbio    |                                                   |
| 2004 | The Robbery of the Third Reich     | Пљачка Трећег рајха Pljačka Trećeg rajha            | Kalauz                        | Serbio    |                                                   |
| 2006 | Seven and a Half                   | Седам и по Sedam i po                               | Simke                         | Serbio    |                                                   |
| 2009 | Technotise: Edit & I               | Технотајз: Едит и ја Technotis: Edit i Ja           | Bojan                         | Serbio    |                                                   |
| 2010 | Montevideo                         | Монтевидео, Бог те видео! Montevideo, Bog te video! | Živković                      | Serbio    | También lanzada como Montevideo, Taste of a Dream |
| 2011 | En tierra de sangre y miel         | U zemlji krvi i meda                                | Darko                         | Bosnio    |                                                   |
| 2012 | Death of a Man in the Balkans      | Смрт човека на Балкану Smrt čoveka na Balkanu       | Real-estate broker            | Serbio    |                                                   |
| 2012 | Djeca                              | Djeca                                               | Tarik                         | Bosnio    |                                                   |
| 2013 | World War Z                        | World War Z                                         | Capitán de "Belarus Airlines" | Inglés    |                                                   |
| 2023 | The Machine                        | The Machine                                         | Igor                          | Inglés    |                                                   |

### Televisión
| Año       | Título          | Papel                     | Idioma     | Notas        |
| --------- | --------------- | ------------------------- | ---------- | ------------ |
| 2014–2020 | Hollands Hoop   | Milos                     | Neerlandés | 19 episodios |
| 2015      | Legends         | Tamir Zakayev             | Inglés     | 9 episodios  |
| 2018      | Informer        | Lorik Gramos              | Inglés     | 4 episodios  |
| 2021      | For All Mankind | Stepan Petrovich Alexseev | Inglés     | 2 episodios  |
| 2022      | Stranger Things | Yuri Ismaylov             | Inglés     | 6 episodios  |